# Saint-Vallier (Saône-et-Loire)
Pour les articles homonymes, voir Saint-Vallier.
Saint-Vallier est une commune française située dans le département de Saône-et-Loire, en région Bourgogne-Franche-Comté.

## Géographie

### Localisation
La commune française de Saint-Vallier est située en bordure de la Bourbince et de la rivière limace, à environ 90 km au sud-est de Dijon.
|                     | Montceau-les-Mines | Blanzy                            |
| Sanvignes-les-Mines | Saint-Vallier      | Gourdon Saint-Romain-sous-Gourdon |
| Ciry-le-Noble       | Pouilloux          |                                   |

### Géologie et relief, hydrographie
L'altitude de la mairie de Saint-Vallier est de 330 mètres environ. L'altitude minimum et maximum de Saint-Vallier sont respectivement de 268 m et 382 m. La superficie de Saint-Vallier est de 24,21 km2 soit 2 421 hectares.

### Relief
Voici les différentes altitudes de Saint-Vallier ainsi qu'une la plaçant sur les reliefs de Saône-et-Loire :
- l'altitude de la mairie de Saint-Vallier est de 330 mètres ;
- l'altitude minimum de Saint-Vallier est de 268 mètres ;
- l'altitude maximum de Saint-Vallier est de 382 mètres ;
- l'altitude moyenne de Saint-Vallier est de 325 mètres.

À titre de comparaison l'altitude moyenne de Mâcon, chef-lieu du département de Saône-et-Loire est de 257 mètres. Celle de Paris étant 33 mètres.

### Hydrographie
La commune de Saint-Vallier est située en bordure de la Bourbince et de la rivière limace.

### Climat
Pour des articles plus généraux, voir Climat de la Bourgogne-Franche-Comté et Climat de Saône-et-Loire.
En 2010, le climat de la commune est de type climat océanique dégradé des plaines du Centre et du Nord, selon une étude du Centre national de la recherche scientifique s'appuyant sur une série de données couvrant la période 1971-2000. En 2020, Météo-France publie une typologie des climats de la France métropolitaine dans laquelle la commune est exposée à un climat océanique altéré et est dans la région climatique Centre et contreforts nord du Massif Central, caractérisée par un air sec en été et un bon ensoleillement.
Pour la période 1971-2000, la température annuelle moyenne est de 10,5 °C, avec une amplitude thermique annuelle de 16,8 °C. Le cumul annuel moyen de précipitations est de 917 mm, avec 12,1 jours de précipitations en janvier et 7,3 jours en juillet. Pour la période 1991-2020, la température moyenne annuelle observée sur la station météorologique de Météo-France la plus proche, « Mt-Saint-Vincent », sur la commune de Mont-Saint-Vincent à 8 km à vol d'oiseau, est de 10,4 °C et le cumul annuel moyen de précipitations est de 891,2 mm. 
La température maximale relevée sur cette station est de 37,6 °C, atteinte le 12 août 2003 ; la température minimale est de −21,1 °C, atteinte le 10 février 1956,,.
| Mois                                  | jan.             | fév.             | mars             | avril           | mai             | juin          | jui.           | août           | sep.           | oct.            | nov.            | déc.             | année      |
| ------------------------------------- | ---------------- | ---------------- | ---------------- | --------------- | --------------- | ------------- | -------------- | -------------- | -------------- | --------------- | --------------- | ---------------- | ---------- |
| Température minimale moyenne (°C)     | −0,3             | 0,1              | 2,9              | 5,5             | 9,1             | 12,5          | 14,6           | 14,7           | 11,2           | 7,9             | 3,3             | 0,7              | 6,9        |
| Température moyenne (°C)              | 2                | 2,9              | 6,5              | 9,6             | 13,4            | 17,1          | 19,3           | 19,3           | 15,2           | 11              | 5,8             | 2,9              | 10,4       |
| Température maximale moyenne (°C)     | 4,3              | 5,6              | 10               | 13,8            | 17,7            | 21,6          | 24             | 23,9           | 19,2           | 14              | 8,3             | 5,2              | 14         |
| Record de froid (°C) date du record   | −18,1 09.01.1985 | −21,1 10.02.1956 | −13,2 06.03.1971 | −5,9 12.04.1986 | −2,3 06.05.1957 | 2 02.06.1962  | 5,2 10.07.1948 | 4,7 30.08.1986 | 1,7 26.09.1972 | −4,2 29.10.1997 | −9,6 22.11.1998 | −16,2 25.12.1962 | −21,1 1956 |
| Record de chaleur (°C) date du record | 16,4 01.01.22    | 21,3 28.02.1960  | 22,3 28.03.1989  | 26,2 22.04.1968 | 30 18.05.1945   | 34,7 22.06.03 | 37,2 31.07.20  | 37,6 12.08.03  | 31,8 07.09.23  | 27,3 01.10.1985 | 21,3 07.11.1955 | 17,2 10.12.1978  | 37,6 2003  |
| Ensoleillement (h)                    | 734              | 1 001            | 1 619            | 190             | 2 083           | 2 438         | 2 645          | 239            | 1 872          | 1 299           | 827             | 692              | 19 499     |
| Précipitations (mm)                   | 69,5             | 56,3             | 61,6             | 66,8            | 87,7            | 71,6          | 81             | 71,4           | 71             | 85,1            | 91,8            | 77,4             | 891,2      |

| Diagramme climatique                                  |            |           |             |             |              |          |              |            |           |            |            |
| J                                                     | F          | M         | A           | M           | J            | J        | A            | S          | O         | N          | D          |
| 4,3−0,369,5                                           | 5,60,156,3 | 102,961,6 | 13,85,566,8 | 17,79,187,7 | 21,612,571,6 | 2414,681 | 23,914,771,4 | 19,211,271 | 147,985,1 | 8,33,391,8 | 5,20,777,4 |
| Moyennes : • Temp. maxi et mini °C • Précipitation mm |            |           |             |             |              |          |              |            |           |            |            |

Les paramètres climatiques de la commune ont été estimés pour le milieu du siècle (2041-2070) selon différents scénarios d'émission de gaz à effet de serre à partir des nouvelles projections climatiques de référence DRIAS-2020. Ils sont consultables sur un site dédié publié par Météo-France en novembre 2022.

### Voies de communications et transports
La gare la plus proche de Saint Vallier est la gare de Montceau-les-Mines.
Saint-Vallier, étant membre de la communauté urbaine Creusot Montceau (CUCM) est donc relié au réseau de transport en transports en commun mon rézo.

## Urbanisme

### Typologie
Au 1er janvier 2024, Saint-Vallier est catégorisée ceinture urbaine, selon la nouvelle grille communale de densité à sept niveaux définie par l'Insee en 2022.
Elle appartient à l'unité urbaine de Montceau-les-Mines, une agglomération intra-départementale regroupant cinq  communes, dont elle est une commune de la banlieue,,. Par ailleurs la commune fait partie de l'aire d'attraction de Montceau-les-Mines, dont elle est une commune du pôle principal,. Cette aire, qui regroupe 22 communes, est catégorisée dans les aires de 50 000 à moins de 200 000 habitants,.

### Typologie et zonage
Saint-Vallier est une commune urbaine car elle fait partie des communes denses ou de densité intermédiaire, au sens de la grille communale de densité de l'Insee,,,. Elle appartient à l'unité urbaine de Montceau-les-Mines, une agglomération intra-départementale regroupant cinq communes et 38 419 habitants en 2017, dont elle est une commune de la banlieue,.
Par ailleurs la commune fait partie de l'aire d'attraction de Montceau-les-Mines, dont elle est une commune du pôle principal. Cette aire, qui regroupe 22 communes, est catégorisée dans les aires de 50 000 à moins de 200 000 habitants,.

### Occupation des sols
L'occupation des sols de la commune, telle qu'elle ressort de la base de données européenne d’occupation biophysique des sols Corine Land Cover (CLC), est marquée par l'importance des territoires agricoles (52,4 % en 2018), en diminution par rapport à 1990 (54,1 %). La répartition détaillée en 2018 est la suivante :  prairies (34,9 %), zones urbanisées (29,1 %), zones agricoles hétérogènes (16,5 %), forêts (14,8 %), zones industrielles ou commerciales et réseaux de communication (3,6 %), terres arables (1 %), milieux à végétation arbustive et/ou herbacée (0,1 %). L'évolution de l’occupation des sols de la commune et de ses infrastructures peut être observée sur les différentes représentations cartographiques du territoire : la carte de Cassini (XVIIIe siècle), la carte d'état-major (1820-1866) et les cartes ou photos aériennes de l'IGN pour la période actuelle (1950 à aujourd'hui).

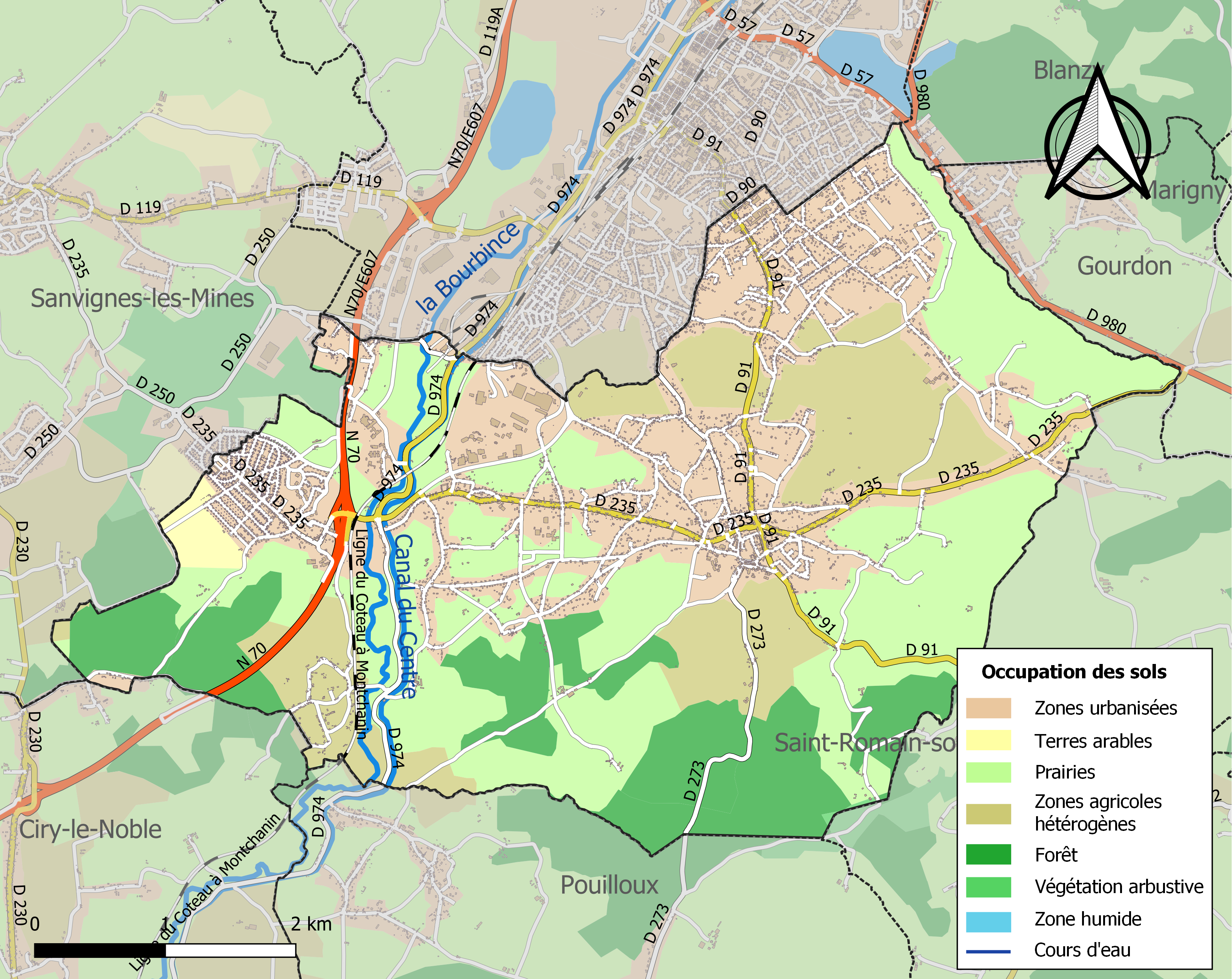
Carte des infrastructures et de l'occupation des sols de la commune en 2018 (CLC).

### Quartiers, hameaux et lieux-dits
| Quartier                                      | Population      | Subdivisions                                    |
| --------------------------------------------- | --------------- | ----------------------------------------------- |
| Saint-Vallier Centre Ville                    | 2 102 habitants | Aucune                                          |
| Saint-Vallier Gautherets-Ecuyer-Bois Perrauds | 2 304 habitants | Cité des Gautherets ; Ecuyer ; Les Bois Perraud |
| Saint-Vallier Les Goujons-La Saule-Le Vernois | 1 765 habitants | Les Goujons ; La Saule ; Le Vernois             |
| Saint-Vallier Bois Francs-Le Parc-Le Poivre   | 2 729 habitants | Les Bois Francs ; Le Parc ; Le poivre           |

### Logements
La population de la ville de Saint-Vallier est composée de 8 576 habitants vivant sur une superficie de 24,17 km2, soit une densité de 363 habitants au km2.
On dénombre en 2014, 4 597 logements sur la ville de Saint-Vallier dont 4 038 sont des résidences principales (soit 88 %) et 82 des résidences secondaires (soit 2 %).

### Projets d'aménagements
En 2016, la commune a réalisé un projet d'aménagements de 980 m2 pour un coût de 1 088 000 € HT.
Il s’agit d’un projet de dix logements sociaux BBC sur le site de l’écoquartier des Goujons à Saint-Vallier. Le terrain d’assise du projet est une bande étroite orientée nord sur rue, disposition favorable pour ouvrir séjours et jardins au sud. Le projet comporte trois plots de maisons jumelées T4 duplex et un plot de quatre T3 superposés avec chacun une entrée individuelle. L'aménagement se situe au niveau des rues Louis-Aublanc - rues Janine-Thavaux.

### Risques naturels et technologiques
La ville de Saint-Vallier est susceptible d'être touchée par des inondations, des séismes zone de sismicité 2 et des transports de marchandises dangereuses.

## Toponymie
La ville tient son nom du général Valerius. D'abord Sanctus Valerius en latin puis Saint Valère, Saint-Vallier-en-Charolois, Vallier-les-Bois et enfin Saint-Vallier aujourd'hui.

## Histoire

### De Valerius à Saint-Vallier
La conquête de la Gaule par Jules César a mené les armées romaines, se dirigeant vers Autun, au pied de Bibracte. Elle les a poussés à traverser la région par le bois de Cressus. Du passage du général Valerius dans la campagne gauloise naîtra le village qui porte son nom. À la suite de sa conversion au christianisme, ce village deviendra Sanctus Valerius, puis Saint-Valère et enfin aujourd’hui Saint-Vallier,.

### DuXIeauXVIIIesiècle
Il semble qu’à cette époque, Saint-Valère était une vaste étendue de bois, d’où le nom de certains quartiers. La découverte de la voie romaine en 1879 montre que cette voie traversait la commune.
Au XVe siècle, Saint-Vallier est rattaché au bailliage de Charolles et en 1789, la commune porte le nom de St-Vallier-en-Charolois. En mars 1790, la paroisse est remplacée par la constitution de la commune, par Nicolas Baudot de Lucy, Seigneur de Lucy, de Gueurce, et des Bois Francs. Il constitue la municipalité. Le résultat des votes nomme le premier maire de la commune de 1 050 habitants : Claude Beaubernard.

### XVIIIesiècle: la Révolution française
1793 : Saint-Valère, dans le contexte révolutionnaire, change de nom et devient Vallier-les-Bois sur la réquisition du procureur communal Jordery.
Le 19 messidor an III, 19 juillet 1795, le nom de Saint-Vallier apparaît enfin.
En 1795, la commune est pour la première fois nommée Saint-Vallier.

### XIXesiècle
Grâce à l'exploitation houillère du Bassin Mmnier, la ville connait un essor économique et démographique pendant la première moitié du XIXe siècle.
De nombreuses populations immigrées s'installent sur le territoire ; pour exemple les Polonais dans le quartier des Gautherets.

### La création de Montceau-les-Mines
En 1856, l'arrivée de l'exploitation de la houille modifie le caractère rural de la commune qui perd une partie de son territoire au profit de la création de la ville de Montceau-les-Mines,.

### 1939-45: des années de lutte
Un diplôme d’honneur de la Résistance a récompensé Saint-Vallier pour son combat contre l’oppresseur. De nombreux résistants auraient participé, le 6 septembre 1944 à la bataille de Galuzot, qui aurait permis de libérer tout le bassin minier autour de Montceau-les-Mines de l'occupation allemande. Saint-Vallier affiche clairement sa reconnaissance aux Martyrs de la Résistance : pas moins de vingt-cinq rues et lieux publics portent le nom de résistants locaux.

### Les années 1960-1970
La commune connaît une reconversion industrielle tandis qu’est créée la communauté urbaine Le Creusot - Montceau. Certaines compétences sont déléguées à la communauté urbaine, notamment la voirie, l’eau et l’assainissement, les transports urbains, les ordures ménagères, le plan d’occupation des sols…

## Politique et administration

### Tendances politiques et résultats
L'élection municipale de 2020 a été remportée par Alain Philibert, qui à l'âge de 69 ans entamait son quatrième mandat à la tête de Saint-Vallier.
| Candidat        | Étiquette | Nombre de voix       |
| --------------- | --------- | -------------------- |
| Alain Philibert | PCF       | 57,66 % (1 242 voix) |
| Denis Beaudot   |           | 42,33 % (912 voix)   |

Durant ce second tour, le taux d’abstention a dépassé les 66 % dans cette commune de Saône-et-Loire. Sur les 6 736 inscrits, seuls 2 267 se sont déplacés pour aller voter.

### Administration municipale
Le conseil municipal de Saint-Vallier est constitué d'un maire, 8 adjoints et 20 conseillers municipaux (15 hommes et 14 femmes).

### Liste des maires
| Période         | Période      | Identité                | Étiquette | Qualité |
| --------------- | ------------ | ----------------------- | --------- | --- |
| 1790            | 1816         | Claude Beaubernard      |           | |
| 1816            | 1820         | Lazare Renaud           |           | |
| 1820            | 1821         | Jean Dauphin            |           | |
| 1821            | 1848         | Claude Langeron         |           | |
| 1848            | 1852         | Philibert Langeron      |           | |
| 1852            | 1860         | Philibert Trahand       |           | |
| 1860            | 1868         | Jean-François Bouillin  |           | |
| 1868            | 1871         | Claude Billebaud        |           | |
| 1871            | 1877         | Jules Chagot            |           | Industriel Député (1863-1870) |
| 1877            | 1888         | Jean Baptiste Philippon |           | |
| 1888            | 1901         | François L de Gournay   |           | |
| 1901            | 1908         | François Gillardot      |           | |
| 1908            | 1912         | Benoît Vachez           |           | |
| 1912            | 1924         | Claude Cothenet         |           | |
| 1924            | 1935         | Lazare Lhenry           |           | |
| 1935            | 1942         | Marius Mourlevat        |           | |
| 1942            | 1944         | Philippe Lesbille       |           | |
| 1944            | 1945         | Joanny Chofflet         |           | |
| 1945            | 1947         | Pierre Sandon           |           | |
| 1947            | mars 1971    | Jean-Marie Chalot       | PCF       | Ancien mineur, militant de la CGT |
| mars 1971       | janvier 2000 | Marcel Bouteloup        | PCF       | |
| 16 janvier 2000 | en cours     | Alain Philibert         | PCF       | Conseiller général du canton de Montceau-les-Mines-Sud (2001-2015), puis conseiller départemental du canton de Saint-Vallier depuis 2015 |

### Jumelages[24]
- Rybnik (Pologne) depuis 1961 ;
- Umbertide (Italie) depuis 2022 ;
- Wallerfangen (Allemagne) depuis 1992 ;
- Labin (Croatie) depuis 2022.
- Liévin (France) depuis 2023
- Les activités avec les 5 villes jumelées sont organisées par le Comité de Jumelage.

## Équipements et services publics

### Eau et déchets
- C mon O est responsable du réseau d'eau potable de Saint-Vallier, l'entreprise gère la facturation, la relève des compteurs d'eau, le réseau, la mise en marche l'eau lors d'un emménagement ou la fermeture du compteur d'eau.
- La collecte des déchets est effectuée par la communauté urbaine Creusot Montceau (CUCM). La communauté urbaine collecte les déchets des habitants selon deux modes :
  1. En porte-à porte avec une collecte par semaine des déchets ménagers non recyclable et une collecte toutes les deux semaines des déchets ménagers recyclables
  2. En point de proximité sur lesquels sont implantés des conteneurs dans lesquels les usagers peuvent déposer leurs déchets ménagers recyclables et non recyclables quand ils le souhaitent[31].

## Population et société

### Démographie
L'évolution du nombre d'habitants est connue à travers les recensements de la population effectués dans la commune depuis 1793. Pour les communes de moins de 10 000 habitants, une enquête de recensement portant sur toute la population est réalisée tous les cinq ans, les populations de référence des années intermédiaires étant quant à elles estimées par interpolation ou extrapolation. Pour la commune, le premier recensement exhaustif entrant dans le cadre du nouveau dispositif a été réalisé en 2008.
En 2022, la commune comptait 8 508 habitants, en évolution de −2,12 % par rapport à 2016 (Saône-et-Loire : −1,06 %, France hors Mayotte : +2,11 %).
| 1793  | 1800  | 1806  | 1821  | 1831  | 1836  | 1841  | 1846  | 1851  |
| ----- | ----- | ----- | ----- | ----- | ----- | ----- | ----- | ----- |
| 1 074 | 1 279 | 1 297 | 1 412 | 1 406 | 2 019 | 2 201 | 2 267 | 2 688 |

| 1856  | 1861  | 1866  | 1872  | 1876  | 1881  | 1886  | 1891  | 1896  |
| ----- | ----- | ----- | ----- | ----- | ----- | ----- | ----- | ----- |
| 2 274 | 2 524 | 2 717 | 3 215 | 3 725 | 4 149 | 4 582 | 5 780 | 6 700 |

| 1901  | 1906  | 1911  | 1921  | 1926  | 1931  | 1936  | 1946  | 1954  |
| ----- | ----- | ----- | ----- | ----- | ----- | ----- | ----- | ----- |
| 6 902 | 6 860 | 7 021 | 6 405 | 8 608 | 8 137 | 8 049 | 8 244 | 9 235 |

| 1962   | 1968   | 1975   | 1982   | 1990  | 1999  | 2006  | 2008  | 2013  |
| ------ | ------ | ------ | ------ | ----- | ----- | ----- | ----- | ----- |
| 10 073 | 10 358 | 10 259 | 10 147 | 9 977 | 9 541 | 9 158 | 9 042 | 8 824 |

| 2018  | 2022  | - | - | - | - | - | - | - |
| ----- | ----- | - | - | - | - | - | - | - |
| 8 616 | 8 508 | - | - | - | - | - | - | - |

## Vie locale

### Enseignement
Saint-Vallier dispose de :
- 3 écoles maternelles ;
- 4 écoles élémentaires ;
- 1 collège.

### Santé
Saint-Vallier dispose de nombreux médecins et pratiquants de santé et l'hôpital le plus proche se trouve à Montceau-les-Mines.

### Manifestations culturelles et festivités
La ville de Saint-Vallier possède plusieurs installations culturelles.
- L'Espace culturel Louis-Aragon (ECLA) qui est un lieu de diffusion, de création et de sensibilisation à l’événement artistique. Il dispose d’une salle de spectacle, d'une scène, d’une bibliothèque et d’une aire de travail. Sa programmation est très diversifiée : spectacles jeunes publics, musiques actuelles, musiques du monde, groupes locaux ou bien encore danse. Elle est le fruit de partenariats avec des compagnies professionnelles ou des associations locales, des institutions culturelles voisines, les écoles de danse ou de musique et surtout les écoles primaires, collèges et lycées[37].
- Une bibliothèque municipale[38].
- L’école de musique de Saint-Vallier dispense un enseignement pour quatorze instruments auprès de 70 élèves et propose cinq ateliers de pratique collective[39].

Chaque année, début juillet, les « Queulots folies » sont un festival autour du spectacle jeune public. Outre les représentations, des animations sont organisées permettant aux enfants de rencontrer les artistes.

### Sport
Saint-Vallier dispose d'un complexe sportif de 8 760 mètres carrés contenant :
- trois courts de tennis extérieurs ;
- terrains extérieurs hand, basket, volley, rugby ;
- piste athlétisme et aires de lancer ;
- espace fitness - agrès en libre accès ;
- deux courts de tennis couverts.

Saint-Vallier est également représenté par le SVS (Saint-Vallier Sports), club de football évoluant en Départemental 1.
En 2023, Saint-Vallier est la ville du « grand départ » du premier Tour de l'Avenir Femmes cycliste.

### Culte
Saint-Vallier est le siège de la paroisse Saint-Luc-en-Pays-Montcellien, paroisse du diocèse d'Autun qui regroupe cinq villages.
Les lieux de cultes à Saint-Vallier sont :
- l'église, place de la Liberté ;
- l'église Saint-Valère de Saint-Vallier.

## Économie

### Budget général

#### Produits et charges de fonctionnement de Saint-Vallier
Les produits de fonctionnement représentent l'ensemble des revenus permettant à Saint-Vallier d'assurer le fonctionnement courant de ses services communaux. Les charges de fonctionnement englobent les dépenses courantes : c'est via ce poste de dépenses que sont réglés les intérêts de la dette de Saint-Vallier, mais également les dépenses de fonctionnement des services communaux.

#### Ressources et emplois d'investissement de Saint-Vallier
Les ressources d'investissement (emprunts, subventions, etc.) constituent les recettes qui visent, d'une part, à financer les investissements réalisés par Saint-Vallier et, d'autre part, à rembourser le capital des emprunts que la commune a contractés. Les emplois d'investissement correspondent aux opérations en capital affectant le patrimoine communal (travaux d'équipement, acquisition de bâtiments) et le remboursement d'emprunts.

#### Chiffres clés
| Types                       | Montant     |
| --------------------------- | ----------- |
| Produits de fonctionnement  | 8 847 470 € |
| Charges de fonctionnement   | 6 686 780 € |
| Résultat comptable          | 2 160 690 € |
| Ressources d'investissement | 2 952 960 € |
| Emplois d'investissement    | 2 454 740 € |
| Capacité d'autofinancement  | 2 503 350 € |
| Fonds de roulement          | 4 930 220 € |
| Encours de la dette         | 2 920 010 € |

### Dépense
Les dépenses d'une commune se répartissent en deux catégories : les charges de fonctionnement et les emplois d'investissements. Les charges de fonctionnement comprennent les dépenses courantes permettant d'assurer le fonctionnement des services communaux (rémunération des personnels, dépenses d'entretien et de fourniture, etc.) et de payer les intérêts de la dette. Les emplois d'investissement correspondent aux opérations en capital affectant le patrimoine communal (travaux d'équipement, acquisition de bâtiments) et le remboursement d'emprunts.
| Types                               | Montant     |
| ----------------------------------- | ----------- |
| Total des charges de fonctionnement | 6 686 780 € |
| Charges de personnel                | 4 492 890 € |
| Achats et charges externes          | 1 463 880 € |
| Dépenses de contingents             | 20 370 €    |
| Charges financières                 | 39 360 €    |
| Subventions versées                 | 164 360 €   |

### Dettes
L'endettement de Saint-Vallier s'évalue en fonction de deux critères : l'encours de la dette, qui représente la somme que la commune de la Saône-et-Loire doit aux banques, et l'annuité de la dette, qui équivaut à la somme des intérêts d'emprunts de Saint-Vallier et du montant de remboursement du capital au cours de l'année. Les données d'endettement qui figurent sur cette page concernent la situation financière de Saint-Vallier au 31 décembre de chaque année.
| Types                                                       | Montant     |
| ----------------------------------------------------------- | ----------- |
| Encours de la dette                                         | 2 920 010 € |
| Aide aux collectivités ayant souscrit des emprunts toxiques | 0 €         |
| Annuité de la dette                                         | 315 730 €   |
| Capacité de désendettement                                  | 1,2 an(s)   |

### Secteurs d'activités
Les deux secteurs d'activités les plus importants à Saint-Vallier sont :
| Données 2020              | Saint-Vallier | Part des commerces et services |
| ------------------------- | ------------- | ------------------------------ |
| Commerces                 | 20            | 16,0 %                         |
| Services aux particuliers | 105           | 84,0 %                         |
| Services publics          | 0             | 0,0 %                          |

#### Les spécialisations de chaque secteur
| Données 2020         | Saint-Vallier | Part des entreprises de services |
| -------------------- | ------------- | -------------------------------- |
| Services généraux    | 4             | 3,8 %                            |
| Services automobiles | 20            | 19,0 %                           |
| Services du bâtiment | 46            | 43,8 %                           |
| Autres services      | 35            | 33,3 %                           |

| Données 2020                           | Saint-Vallier | Part des commerces |
| -------------------------------------- | ------------- | ------------------ |
| Grandes surfaces                       | 4             | 20 %               |
| Commerces spécialisés alimentaires     | 6             | 30 %               |
| Commerces spécialisés non alimentaires | 10            | 50 %               |

### Autres

#### Emploi à Saint-Vallier
En 2014, 72 % des '15-64 ans' sont des actifs, soit 3 765 personnes sur un total de 5 215.
Cette même année, 2202 personnes exercent une activité professionnelle dans la ville de Saint-Vallier.

#### Entreprises de Saint-Vallier
En 2015, Saint-Vallier compte 424 entreprises implantées sur son territoire dont 243 entreprises de commerces et services soit 57,3 %.
En 2015, la ville de Saint-Vallier comptabilise 93 entreprises de 1 à 9 salariés (soit 21,9 %) et 24 entreprises de plus de 10 salariés (soit 5,7 %).

## Culture locale et patrimoine

### Lieux et monuments
Sont à voir à Saint-Vallier :
- l'église Saint-Valère, construite en 1874 à la place d'une ancienne église romane, qui présente la particularité de disposer d'un majestueux orgue classé venant des Vosges, en partie financé par les Houillères de Blanzy (signé Charles Didier-Van Caster Nancy) ;
- le château du Martret, beau domaine de la fin du XVIIIe siècle, qui apporte romantisme et noblesse au paysage de la commune voisine de Pouilloux, fière de cette belle propriété de pierre de taille locale avec un toit d’ardoise agrémenté de deux tours poivrières, parc et dépendances en très bon état de conservation.

### Personnalités liées à la commune
Parmi les personnalités attachées à l'histoire de Saint-Vallier figurent :
- Rémy Boutavant (1911-1979), homme politique français du PCF, né dans la commune ;
- Laurent Debrosse (1969-), footballeur, né dans la commune ;
- Guillaume Warmuz (1970-), footballeur, né dans la commune[46] ;
- Yannick Chandioux (1975-), footballeur, né dans la commune ;
- Habib Jean Baldé (1985-), footballeur, né dans la commune ;
- Marine Petit (1992-), gymnaste française, née dans la commune.

### Héraldique
| Armes de Saint-Vallier | La commune de Saint-Vallier porte : De gueules, à la lanterne de mine d’or, avec une bordure d’argent chargé des huit abeilles du second. |

## Pour approfondir